# Masking Threshold
Masking Threshold ist ein Horrorfilm des österreichischen Regisseurs und Künstlers Johannes Grenzfurthner. Der Film wurde von monochrom produziert.
Horror und Sound spielen im Film eine wesentliche Rolle. Grenzfurthner sagt, dass Masking Threshold eine Trilogie mit Razzennest und Solvent bildet.

## Handlung
Ein skeptischer IT-Angestellter führt eine Reihe von Experimenten in seinem behelfsmäßigen Heimlabor durch und versucht damit, seine schwerwiegende Hörbehinderung zu heilen. Der Film kombiniert Kammerspiel und Experimentalfilm mit Ästhetiken von Unboxing- und Do-it-yourself-YouTube-Videos und spielt dabei mit den Elementen des Body Horror und der weird fiction. Grenzfurthner sieht den Film in der Tradition des extreme cinema, aber auch des psychologischen Horrorfilms.
Das Sounddesign ist ein besonders wichtiger Bestandteil des Films.
Der Titel bezieht sich auf die englische Bezeichnung für den Maskierungseffekt in der Psychoakustik.
Grenzfurthner sagt über seinen Film:
Der Film ist ein[e] fiktive Aufzeichnung, eine Art Audio-Video-Tagebuch in dem ein Protagonist seine Geschichte erzählt. Es ist die Dokumentation seiner Belastung durch einen störenden Tinnitus, den niemand zu heilen vermag – und dadurch auch die Dokumentation immer abstruser und eigenartiger werdender Experimente, dem vermeintlichen Kontakt zum kosmischen Jenseits, dem Abgleiten in den Wahnsinn — oder vice versa. Es gab schon ein paar ganz vorzügliche Versuche, den Cosmicism Lovecrafts auf die Leinwand zu bringen, aber meist wirkt das billig. Das wunderbare an weird fiction ist ja, dass wir uns das Grauen nicht wirklich vorstellen können, dass das transdimensionale Böse einfach nicht das Tentakelmoster ist, das sowohl als FX-Puppe oder als dahingerenderte CGI-Darstellung einfach nur lächerlich aussieht. Ich wollte nie zeigen, von was mein Protagonist eigentlich spricht und wie die Gefahr aussieht. Sehr wohl wollte ich aber zeigen, zu was es ihn treibt.

## Produktion

### Besetzung
Ethan Haslam spielt den namenlosen Protagonisten und Katharina Rose dessen Nachbarin Dana. Alle anderen Personen werden nur als Bilder auf dem Smartphone des Protagonisten oder auf Fotos oder Ausdrucken gezeigt.

### Veröffentlichung
Der Film hatte am Fantastic Fest 2021 in Austin, Texas seine Weltpremiere. Annick Mahnert, die Programmdirektorin, machte ihre Entscheidung publik:

„Hin und wieder stößt man als Programmdirektor auf einen Film, der so besonders und anders als alles ist, das man je gesehen hat, dass er einem im Gedächtnis bleibt. Masking Threshold verfolgt mich, seit ich ihn gesehen habe und lange habe ich mich gefragt, ob ihr, liebes Publikum des Fantastic Fest, bereit dafür seid. Aber ist es nicht die Aufgabe eines Programmdirektors, Risiken einzugehen und wagemutig zu sein? Ihr wollt mich vielleicht auf den Scheiterhaufen werfen weil ich Masking Threshold ins Programm genommen habe, aber ich reiche euch gerne Benzin und Streichhölzer, um den Scheiterhaufen zu entzünden.“

Weitere Festivals wie Terror Molins in Barcelona, A Night of Horror International Film Festival in Sydney, B3 Biennale in Frankfurt, Nightmares Film Festival in Ohio, Feratum Film Festival in Mexiko, South African Horrorfest in Kapstadt, Cucalorus Film Festival, Saskatoon Fantastic Film Festival, Sick 'n' Wrong Film Festival, Shockfest, Central Florida Film Festival, Film Maudit 2.0, Unnamed Footage Festival in San Francisco, Offscreen Festival in Brüssel, Diagonale 2022 in Graz, Panic Fest 2022 in Kansas City und Fantaspoa 2002 haben den Film gezeigt.
Kinostart in Österreich war am 12. April 2022.
Drafthouse Films hat den Vertrieb von Masking Threshold übernommen. Der Film hatte einen limitierten Kinostart in den USA im Oktober 2022. Am 7. Oktober 2022 wurde der Film auf Streaming-Plattformen veröffentlicht.

## Kritik
Bei Rotten Tomatoes besitzt der Film eine positive Bewertung von 100 %.

„Der eindringliche, experimentelle Horrorfilm Masking Threshold nutzt Makrofotografie und ASMR-eskes Sounddesign, um Sie in ein Kaninchenloch zu locken, in dem Reddit-Theorien auf Lovecraft'sche Fixierungen treffen und Paranoia in eine verstörende sensorische Erfahrung übergeht.“

„2022 war ein herausragendes Jahr für experimentellen Horror. Ich füge Johannes Grenzfurthners dreisten und zutiefst beunruhigenden Film zu den besten Formbrechern des Jahres hinzu.“

„In jedem Jahrzehnt muss es einen Film geben, der sogar den passioniertesten Horrorfan wirklich verstört, und Masking Threshold könnte genau dieser Film sein.“

„Masking Threshold stellt ihre geistige Gesundheit auf die Probe. [...] Trotz, oder vielleicht gerade wegen, der grafischen Darstellungen gibt dieses Werk einen brillanten Blick Besessenheit und den möglichen grausamen Endpunkt der reductio ad absurdum.“

„...einen klaustrophobischen, erschütternden Horror, der selbst den hartgesottensten Zuschauer zart besaitet machen dürfte.“

„Masking Threshold ist anders als alles, was Sie bisher gesehen haben. Es ist eine geballte Ladung purer Wahnsinn, die durch den Makrofokus und den Ton, der einen in den Wahnsinn treibt, ständig vor Augen geführt wird. Es gibt keinen Wahnsinn ohne vielschichtige Grundlage. Es fühlt sich in Gänze gefährlich und ziemlich genau so an, als würde man in einem Rennwagen ohne Sicherheitsgurt fahren.“

„Ich kann mich persönlich an kein ähnliches Kinoerlebnis erinnern. Grenzfurthner verdient einen Preis dafür, wie gut er sich auf die für einen Filmemacher alptraumhaften Einschränkungen eingelassen hat und wie er sie zu seinem Vorteil genutzt hat.“

„Mit einem der besten Drehbücher der letzten Jahre, der großartigen Kameraarbeit von Florian Hofer und dem beeindruckenden Schnitt von Grenzfurthner und Hofer ist Masking Threshold ein ironischer, sezierender Blick auf die Verrücktheit der modernen Gesellschaft.“

## Auszeichnungen (Auswahl)
- Award of Excellence for Feature Film – IndieFest 2021[43]
- The Film from Hell - Best of the Festival – Nightmares Film Festival 2021 (Columbus, Ohio)[5]
- Best Screenplay – A Night of Horror International Film Festival 2021(Sydney, Australien)[44] für Johannes Grenzfurthner und Samantha Lienhard
- Being Different Award – Terror Molins 2021 (Spanien)[45]
- Golden Stake Award – Shockfest 2021 (USA)
- Award of Excellence – Accolade Competition 2021 für Johannes Grenzfurthner (Regie), Tina Grünsteidl (Komposition) und Lenja Gathmann (Sound-Editing und Sound-Mixing)[46]
- Best International Science Fiction and Fantasy Feature – Feratum Film Fest 2021 (Mexico)[47]
- Best Screenplay – South African Horrorfest 2021 für Johannes Grenzfurthner und Samantha Lienhard[48]
- Best Cinematogaphy – South African Horrorfest 2021 für Florian Hofer[48]
- Best Editing – South African Horrorfest 2021 für Johannes Grenzfurthner und Florian Hofer[48]
- Best Feature Film – British Horror Film Festival 2021[49]
- Best Trailer – Indie House 2022
- Best Feature Film – Film Maudit 2.0 2022 (Los Angeles, USA)
- Best Editing of the Festival – Unnamed Footage Festival 2022 (San Francisco, USA)